# Lézin de Sainte-Scholastique
Pierre Virdou (1597-1674) est un carme français, propagateur de la Réforme de Touraine, sous le nom de Lézin de Sainte-Scholastique.

## Biographie

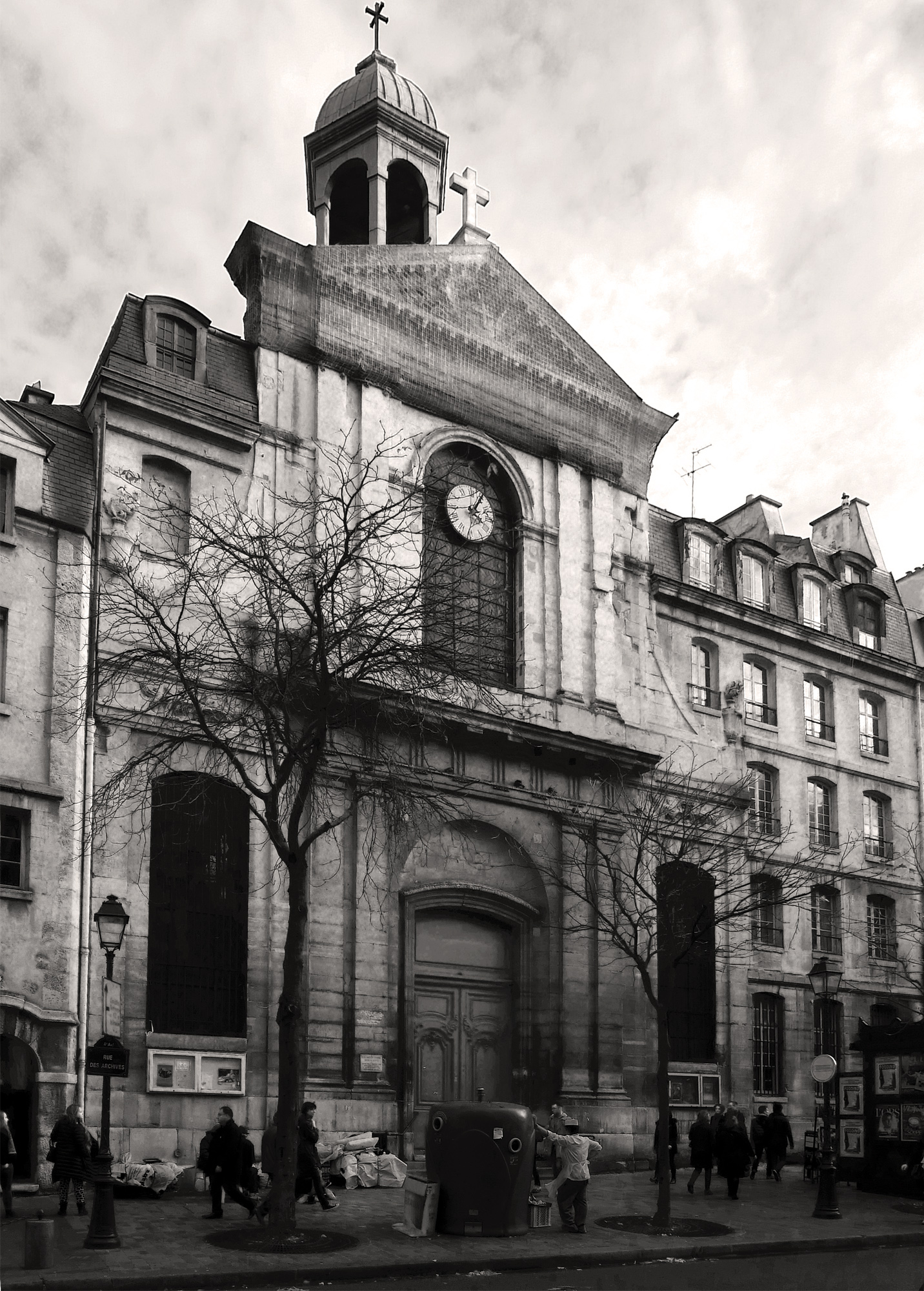
Église des Billettes (Paris)

Pierre Virdou est né en 1597 à Saumur (France). Entré chez les carmes, au couvent de Rennes, en 1618, il reçoit l'habit des mains de Philippe Thibault, principal artisan de la Réforme de Touraine, et fait profession, le 10 mars 1619, sous le nom de Lézin de Sainte-Scholastique. Son existence sera désormais scandée par les hautes responsabilités qui lui seront confiées au sein de l'Ordre réformé. C'est ainsi qu'il a été prieur à Angers, entre 1626 et 1629, puis de 1638 à 1641; à Poitiers, entre 1635 et 1638; à Rennes, entre 1659 et 1662; à Nantes, entre 1665 et 1669; et enfin, à Paris, à partir de 1672, au couvent du Saint-Sacrement (dit des Billettes), où il mourra, le 15 février 1674. En outre, il a exercé les fonctions de définiteur de 1644 à 1647, et de 1650 à 1653, avant de devenir provincial de Touraine, de 1669 à 1672.
Administrateur habile, Lézin s'est souvent vu confier les missions les plus délicates. Promoteur énergique de la réforme, il a été envoyé dans d'autres provinces en vue d'y étendre celle-ci : par exemple, dans la province de Narbonne, en 1647. Avec son confrère Léon de Saint-Jean, il s'est également employé à ramener à la stricte observance la province de Provence en 1648, et le couvent parisien de la place Maubert, en 1663. Nommé vicaire pour la réforme, puis vicaire provincial, il s'est trouvé à la tête du chapitre provincial de 1649, au cours duquel ont été acceptées les nouvelles constitutions, rédigées par Philippe Thibault, avant de présider le chapitre général de France, en 1664, à Rouen. Il a aussi été chargé d'une mission dans la province des Antilles.

## Spiritualité

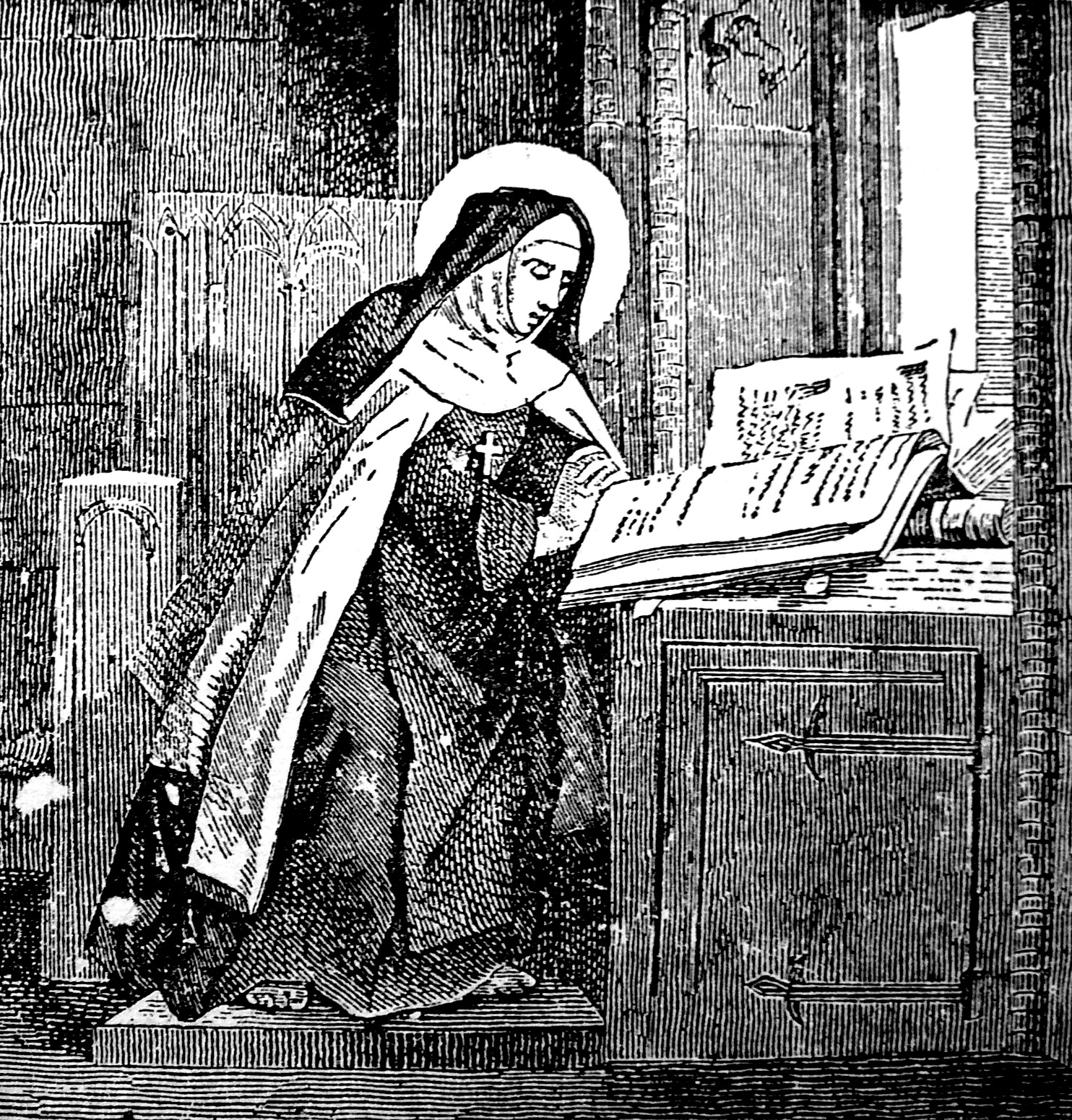
Sainte Marie-Madeleine de Pazzi

Dans son entreprise réformatrice, Lézin a beaucoup insisté sur l'importance de la figure du supérieur de communauté. Comme il l'a expliqué au chapitre de 1672, celui-ci doit être semblable à une étoile, c'est-à-dire d'autant plus incorruptible qu'il est plus élevé, et rayonnant, non de son propre éclat, mais de la lumière du Christ, dont il aura été assidu à méditer l'exemple. Ce modèle de gouvernement se retrouve dans la biographie qu'il a consacrée à Philippe Thibault : à travers cet abrégé d'un ouvrage de Hugues de Saint-François, Lézin laisse percer son admiration pour la bonté, l'attention aux personnes, l'amour de la liturgie et le respect de l'observance, dont avait fait preuve le maître vénéré.

## Postérité
Outre cette biographie, Lézin a publié deux ouvrages de spiritualité, dans lesquels il propose des méditations sur la vie de Jésus, modèle du chrétien, mais aussi laissé des manuscrits sur le même sujet, et édité un livre, dont on ignore l'auteur. Il a publié des sermons en latin, et ses oraisons funèbres ont fait l'objet d'un recueil posthume. Enfin, il a traduit un opuscule de saint Bonaventure, intitulé Sur l'Amour divin, ainsi qu'une vie de sainte Marie-Madeleine de Pazzi, dont il a abrégé la version italienne, écrite par V. Puccini en 1609.

### Œuvres publiées
- Jésus-Christ, le grand Livre de la Sagesse, de la mort et de la vie chrétienne, comprenant en trente et une méditations la voye et le chemin assuré pour arriver à la parfaite sainteté et union avec Dieu, Paris, 1636.
- Le livre de la mort heureuse du chrétien, qui contient en cinq maximes les vraies dispositions pour bien mourir, Paris, 1643.
- Jésus-Christ, le vrai modèle ou miroir de perfection, Nantes, 1667 (2e édition).
- Sur l'Amour divin, Paris, 1668.
- La vie de sainte Marie-Magdeleine de Pazzi, Paris, 1669 (traduction anglaise : Londres, 1687).
- Quinque concionum octavae, quinque aras, sive triumphos subjiciens intuendos, Nantes, 1669.
- La vie du vénérable P. Philippe Thibault, père et principal auteur de la réforme..., Paris, 1673.

### Œuvres manuscrites
- Fasciculus myrrhae collectus ex poenosis dominicae Incarnationis, vitae et mortis circumstantiis, ad jugem illarum praesentiam, inserendam per quotidianam meditationem.
- Les fleurs de la vie de Jésus-Christ, tirées du livre de la Vie de Jésus-Christ par Ludolphe de Saxe.
- Peinture des perfections divines et humaines.
- Le chrétien catholique et mystique.
- Dissertation ou exhortation sur la Règle des Carmes.

### Études
- R. M. Valabek, « Lézin de Sainte-Scholastique », Dictionnaire de spiritualité ascétique et mystique, Paris, Beauchesne, t. IX,‎ 1976, p. 743-744.